# Programirano odlučivanje
Programirano odlučivanje rabi se pri donošenju odluka vezanih uz poznate, svakodnevne (rutinske) probleme, koji se često ponavljaju i stoga njihovo rješavanje ima poznatu proceduru odlučivanja. Premda se koristi na svim razinama, dominantnije je na nižim razinama managementa i ne uzrokuje dvojbe jer se u pravilu odvija u uvjetima sigurnosti.